# Plateumaris schaefferi
Plateumaris schaefferi är en skalbaggsart som beskrevs av Askevold 1991. Plateumaris schaefferi ingår i släktet Plateumaris och familjen bladbaggar. Inga underarter finns listade i Catalogue of Life.